# Cencoroll
Cencoroll (センコロール, Senkorōru) Es un cortometraje de animación japonesa 2009 de ciencia ficción escrita, diseñada, dirigida y animada casi sin ayuda por el autor del manga Atsuya Uki. Producida por Anime Innovación de Tokio y Aniplex, la película tuvo su estreno en Canadá Fantasía Festival Internacional de Cine el 28 de julio de 2009. La película hizo su debut en Japón el 22 de agosto de 2009 en Tokio y Osaka. Cencoroll hizo su debut en los Estados Unidos en el New York Festival de Anime 25 de septiembre de 2009.

## Sinopsis
En Cencoroll, grandes, criaturas amorfas en su mayoría blancas han ido apareciendo en una ciudad de Sapporo, Hokkaido. Tetsu (テツ?) (Hiro Shimono) es un estudiante de secundaria que se mantiene una de esas criaturas de nombre Cenco (センコ, Senko), la cual puede controlar a través de la telepatía, aunque quiere mantener esto en secreto. Una niña curiosa llamada Yuki (ユキ?) (Kana Hanazawa) descubre a Cenco en la escuela cuando se transforma en una bicicleta. Después Tetsu llega a recuperar la bicicleta. Un chico llamado Shu (シュウ?) (Ryohei Kimura), que puede controlar otras dos de las criaturas, se enfrenta a Tetsu a fin de obtener también a Cenco. Tetsu se las arregla para defenderse de los ataques de Shu al mismo tiempo que debe lidiar con Yuki.

## Producción
Cencoroll está basado en un manga-one shot escrito e ilustrado por Atsuya Uki. El manga ganó el premio Grand Prix en la competencia de Kodanshamanga Shiki en 2005. En 2006, Anime Innovación de Tokio comenzó una iniciativa para patrocinar un anime producido por animadores independientes y pequeños estudios y eligieron a Cencoroll como su primer proyecto. En 2007, Uki creó un corto de Cencoroll, y lo distribuyó a través de Internet; debido a los elogios que ha recibido, Uki decidió casi sin ayuda escribir, diseñar, dirigir y animar un 30-Minute Film de Cencoroll. Cencoroll marcó la primera vez que la compañía de producción Aniplex acordó volver a un proyecto animado casi en su totalidad por una sola persona. En un principio, la película recibió el título provisional Untitle.
Ryo de Supercell produjo la música de la película. El tema musical de la película es "Love & Roll" por Supercell, y fue liberado el 12 de agosto de 2009

## Edición
Cencoroll tuvo su estreno mundial en Canadá Fantasía Festival Internacional de Cine el 28 de julio de 2009 y fue subtitulada en inglés. La película fue lanzada a un pequeño número de teatros en Tokio y Osaka, Japón, el 22 de agosto de 2009. Cencoroll hizo su debut en los Estados Unidos en el New York Anime Festival el 25 de septiembre de 2009 y fue subtitulada en inglés. Un tráiler de 90 segundos estaba disponible en Tokyo International Anime Fair en marzo de 2009. Un DVD de la película en ediciones limitadas fue liberado por Aniplex el 28 de octubre de 2009.

## Recepción
Justin Sevakis de Anime News Network elogió Cencoroll por su "inventiva visual", afirmando que había "una sensación de primas e inmediata". Revisión Sevakis fue fuertemente positiva, describiendo Cencoroll como desafiando a "todas las expectativas tanto de medio y género." Cencoroll fue galardonado con el Premio a la mejor producción de 2009 de Sapporo Festival Internacional de Cortometrajes y de mercado. La película fue seleccionado como una obra recomendada por el jurado de la decimotercera Japan Media Arts Festival en 2009.